# Ellida caniplaga
Ellida caniplaga är en fjärilsart som beskrevs av Walker 1856. Ellida caniplaga ingår i släktet Ellida och familjen tandspinnare. Inga underarter finns listade i Catalogue of Life.

## Bildgalleri

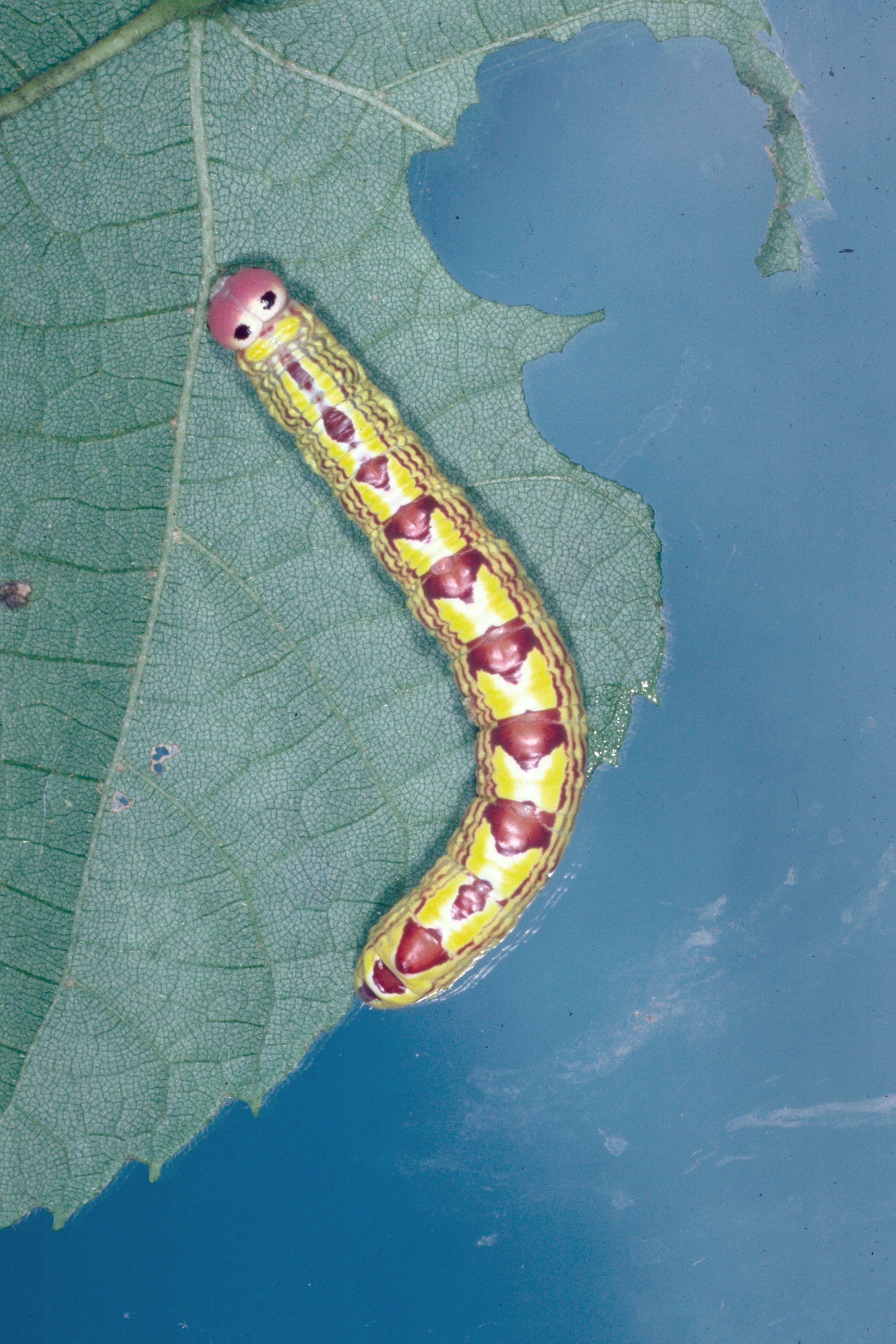